# Julia Kourotchkina
Julia Alexandrovna Kourotchkina tên tiếng Nga là Юлия Александровна Курочкина, hay Yuliya Aleksandrovna Kurochkina sinh ngày 10 tháng 4 năm 1974 tại Shcherbinka, Nga. Cô là cựu Hoa hậu Thế giới năm 1992.

## Tiểu sử
Julia bắt đầu bước vào nghề người mẫu khi chỉ mới có 14 tuổi
Cô là người đầu tiên của đất nước Nga chiến thắng trong cuộc thi Hoa hậu Thế giới được tổ chức tại Nam Phi vào năm 1992. Mãi đến 16 năm sau ngày cô chiến thắng nước Nga mới có thêm một Hoa hậu Thế giới nữa là Ksenia Sukhinova năm 2008 cũng tại đất nước Nam Phi.
Hiện nay, Julia - Giám đốc Cơ quan du lịch.
Cô đã kết hôn và có một cô con gái tên là Katya.
| Tứ đại Hoa hậu (1992)           | Tứ đại Hoa hậu (1992)               | Tứ đại Hoa hậu (1992)                   | Tứ đại Hoa hậu (1992)     |
| ------------------------------- | ----------------------------------- | --------------------------------------- | ------------------------- |
| Hoa hậu Hoàn vũ Michelle McLean | Hoa hậu Thế giới Julia Kourotchkina | Hoa hậu Quốc tế Kirsten Marise Davidson | Hoa hậu Trái đất không có |